# Helgoland (Schiff, 1866)
Die Helgoland (ex Albert Victor, ab 1871 Blankenese) war ein Hamburger bzw. (nord)deutscher Raddampfer der HAPAG. Im Deutsch-Französischen Krieg 1870/71 war sie ein Hilfsschiff der Marine des Norddeutschen Bundes. Benannt war sie nach der seinerzeit britischen Insel Helgoland.

## Geschichte
Die Helgoland wurde 1866 als Albert Victor in Whiteinch, Glasgow, für die HAPAG als Frachtdampfer bzw. Passagierschiff gebaut.
Bei Ausbruch des Deutsch-Französischen Krieges 1870 wurde der Raddampfer von der Marine gechartert und in Helgoland umbenannt. Hintergrund war der Mangel an schnellen Avisos, die zur Aufklärung des französischen Nordseegeschwaders (Escadre de la mer du nord) unter Vizeadmiral Martin Fourichon, Flaggschiff Magnanime, vor Helgoland benötigt wurden. Am 11. August wurde das Geschwader vor Helgoland von der Helgoland gesichtet. Nach Hildebrand/Steinmetz/Röhr war sie bewaffnet; Einzelheiten sind nicht bekannt.
Nach Kriegsende wurde die Helgoland an die HAPAG retourniert und in Blankenese umbenannt. Sie diente zeitweise als Tender für das Passagierschiff Fürst Bismarck. Im September 1912 wurde sie zum Abwracken an die Firma Trouvé in Boulogne verkauft.
Bei Gröner ist von der Helgoland eine Risszeichnung von W. Kramer reproduziert. Danach besaß der Dampfer zwei Schornsteine und drei Masten.